# Julija Pajewska

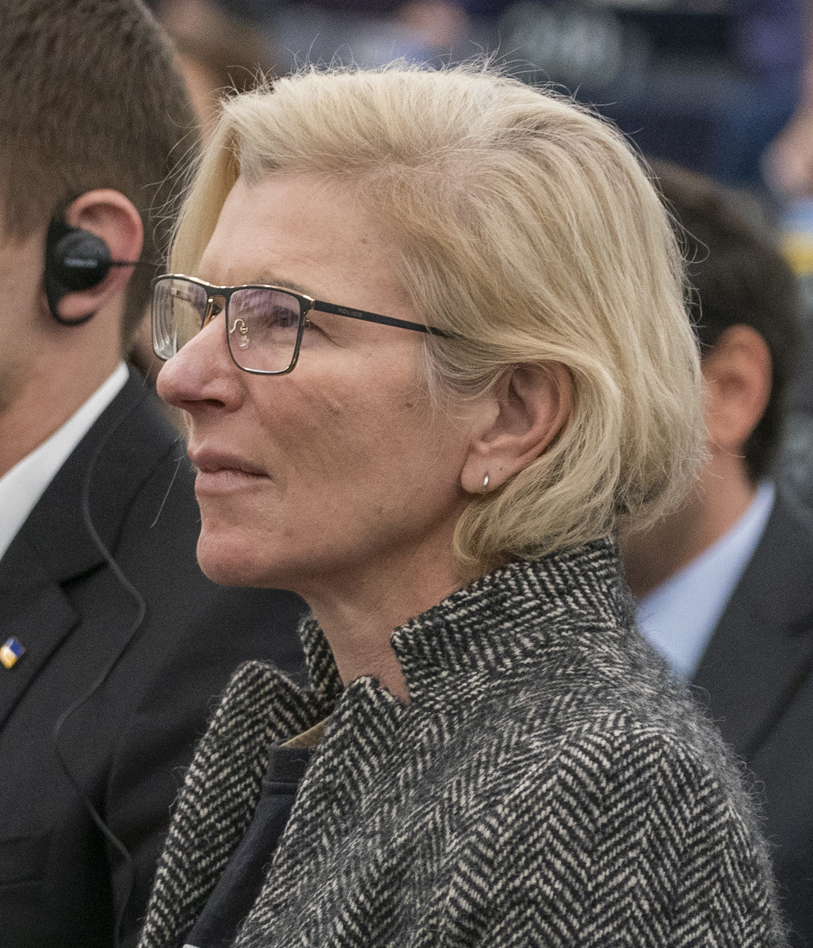
Julija Pajewska bei der Verleihung des Sacharow-Preises 2022

Julija „Taira“ Heorhijiwna Pajewska (ukrainisch Юлія Георгіївна Паєвська, wiss. Transliteration Julija Heorhiïvna Pajevsʹka; * 19. Dezember 1968 in Kiew, Ukrainische SSR, Sowjetunion) ist eine ukrainische Sanitäterin, die während des russisch-ukrainischen Krieges das freiwillige Rettungskorps „Taira’s Angels“ gründete. Sie wurde 2023 mit dem International Women of Courage Award (IWOC) des Außenministeriums der Vereinigten Staaten ausgezeichnet und von der BBC in die 100-Women-Liste des Jahres 2022 aufgenommen. Das Europäische Parlament nannte ihren Namen mit dem von Oleksandra Matwijtschuk als Repräsentantinnen des ukrainischen Volkes bei der Verleihung des Sacharow-Preises für geistige Freiheit an die ukrainische Bevölkerung. Das US-amerikanische Nachrichtenmagazin Time nannte sie mit zwei anderen Frauen bei der Nominierung der Person of the Year 2022.

## Herkunft und bürgerliches Leben
Yulia Pajewska wurde 1968 in Kiew geboren. Sie wuchs bei ihrem Großvater, Kostiantyn Chubukov, auf, der ein hochdekorierter Veteran der roten Armee (u. a. Leninorden und Rotbannerorden) war und im 2. Weltkrieg in der Belagerungsschlacht von Leningrad gekämpft hatte. Chubukov hatte sich in den 1950er Jahren in Kiew niedergelassen und ein Haus gebaut, in dem seine Kinder und Enkel geboren wurden. Pajewska interessierte sich schon als Kind für Medizin und ließ sich von der Schulkrankenschwester beibringen, wie man Wund- und Druckverbände anlegt.
Im bürgerlichen Leben arbeitet sie als Keramikerin und Designerin. Sie war über 20 Jahre als Aikido-Trainerin tätig und Präsidentin der Aikido-Federation „Mutokukai-Ukraine“. Außerdem arbeitete sie als Sanitäterin in Teilzeit beim ASAP Rescue Sanitätsdienst.

## Sanitätstätigkeit, Euromaidan und Russisch-Ukrainischer Krieg
Pajewska betreute 2013/2014 die Demonstranten des Euromaidan medizinisch. Während des russisch-ukrainischen Krieges im Donbas gründete sie 2014 das freiwillige Rettungskorps „Taira’s Angels“. Nach dem Überfall auf die Ukraine dokumentierte sie russische Gräueltaten mit einer Bodycam. Im belagerten Mariupol versorgte Pajewska Zivilisten und Soldaten beider Kriegsparteien. Beim Versuch, Frauen und Kinder zu evakuieren, wurde sie am 16. März 2022 völkerrechtswidrig festgenommen. Ihre Freilassung erfolgte erst drei Monate später am 17. Juni 2022. Man hatte sie mit 22 anderen Frauen eingesperrt, gefoltert und geschlagen sowie fälschlicherweise als Faschistin und Kriegsverbrecherin verleumdet. Pajewska hat im Ukrainekonflikt über 600 Menschen gerettet.

## Invictus Games
Pajewska hatte sich in ihren Einsätzen einen Hüftschaden zugezogen und musste beidseits mit künstlichen Gelenken versorgt werden, behielt jedoch eine Teilbehinderung zurück.
Sie war das einzige weibliche Mitglied des ukrainischen Teams für die Invictus Games 2020 in den Niederlanden, einem Sportwettbewerb für behinderte Veteranen. Sie wolle von ihr versorgte verletzte Soldaten motivieren und ihnen die Hoffnung geben, nach ihrer Genesung selbst an den Games teilnehmen zu können. Sie plante, an den Bogenschießwettbewerben und dem Schwimmen teilnehmen.
Da Pajewska wegen ihrer Gefangennahme nicht an den Invictus Games teilnehmen konnte, die wegen Covid-19 auf April 2022 verschoben worden waren, nahm Paievskas 19-jährige Tochter Anna-Sofia Puzanova an ihrer Stelle teil und gewann eine Bronzemedaille.

## Ehrungen

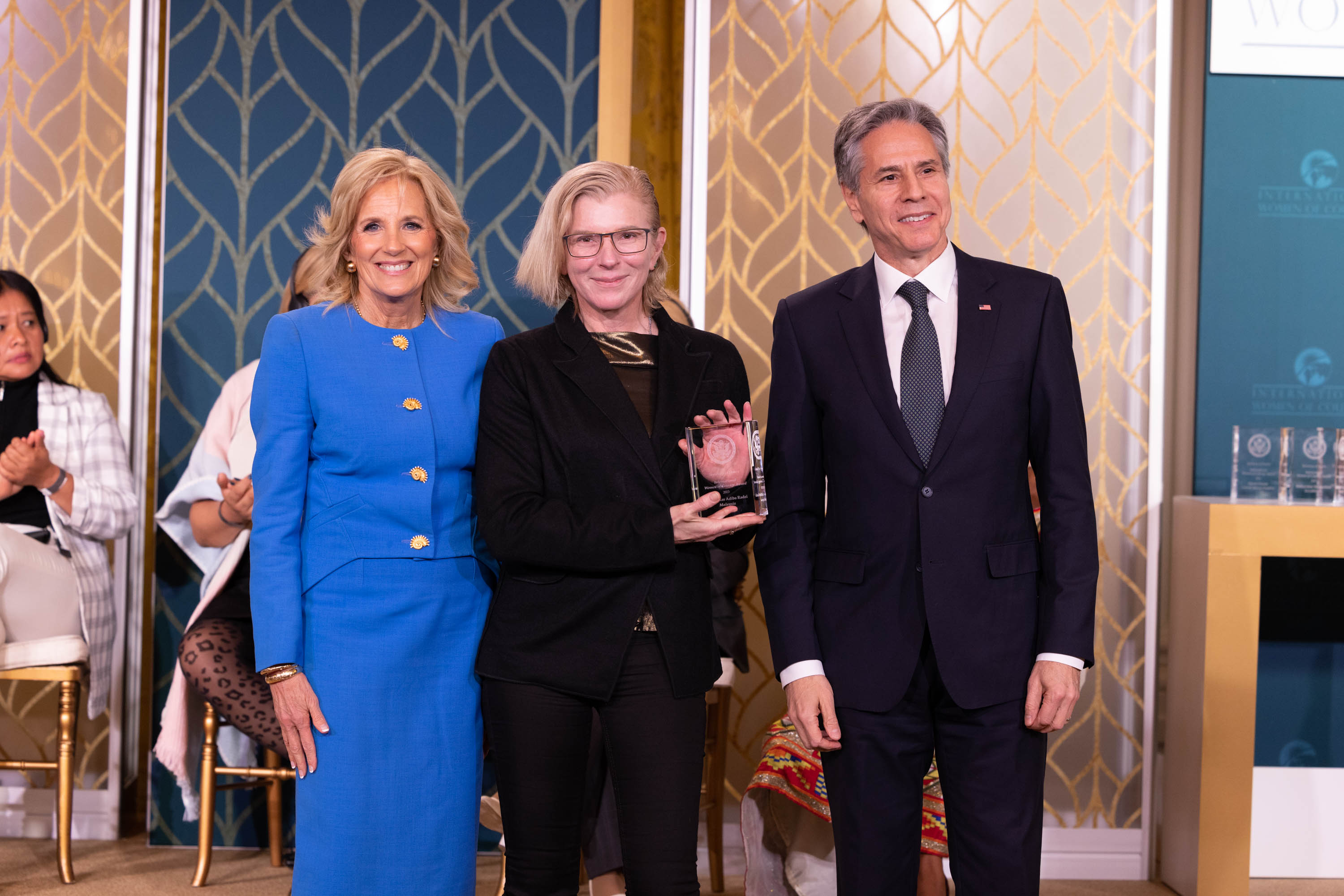
Julija Pajewska mit Jill Biden und Antony Blinken (März 2023)

Julija Pajewska wurde für ihren „außergewöhnlichen moralischen und physischen Mut“ und ihren „überzeugenden“ Einsatz für die ukrainische Demokratie und Unabhängigkeit im In- und Ausland mit dem „International Women of Courage Award“ ausgezeichnet. Der Preis wurde am 8. März 2023 von Außenminister Antony Blinken und Jill Biden verliehen. Unter den elf Ausgezeichneten des Jahres war mit Bianka Zalewska aus Polen eine Journalistin, die Kriegsverbrechen in der Ukraine dokumentierte und sich für ukrainische Flüchtlinge einsetzt.